# 纳撒尼尔·特卡奇

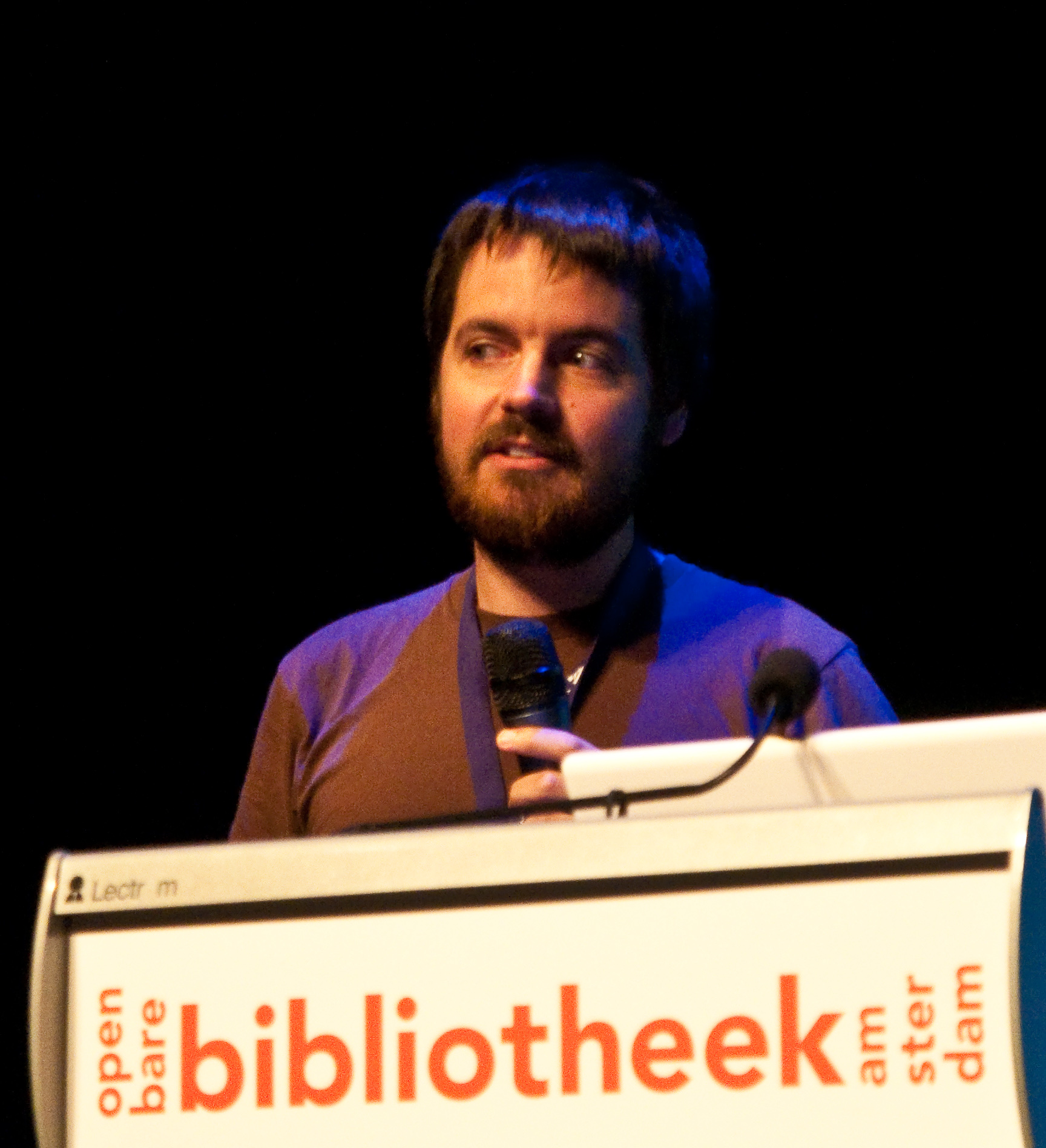
纳撒尼尔·特卡奇在2010年參與維基百科聚會

纳撒尼尔·“内特”·特卡奇博士自2012年起是華威大學跨學科方法學中心的助理教授。他擁有蒙納殊大學藝術、商學學士學位和墨爾本大學的文化與傳播博士學位，主要研究互聯網的開放性，特別是維基百科的開放性，並發表演說、出版論文以闡述他的觀點。2015年，特卡奇出版《維基百科與開放政治》，並獲得《泰晤士報高等教育》好評。